# Комарово (Шекснинский район)
Комарово — деревня в Шекснинском районе Вологодской области.
Входит в состав сельского поселения Любомировского, с точки зрения административно-территориального деления — в Любомировский сельсовет.
Расстояние по автодороге до районного центра Шексны — 38 км, до центра муниципального образования Любомирово — 10,4 км. Ближайшие населённые пункты — Лево, Нижняя Горка, Новоселки, Погорелка.
По переписи 2002 года население — 1 человек.